# Rete filoviaria di Vicenza
La rete filoviaria di Vicenza fu in esercizio nella città veneta dal 1928 al 1970.

## Storia
Nel 1926 le Aziende Municipalizzate del comune di Vicenza inaugurarono due linee di autobus ad accumulatori per collegare il centro con i quartieri di Santa Croce e San Bortolo. Gli scarsi risultati spinsero a trasformare le linee in filovie modificando le vetture sino ad allora utilizzate.
Caratteristica delle filovie vicentine era quella di avere lo scartamento del bifilare pari a 40 cm, anziché quello standard pari a 60 cm, al fine di facilitare l'accesso dei filobus nelle strette vie del centro storico (particolarmente tortuoso era il percorso della linea 2).

### Linea 1
Dopo alcuni esperimenti eseguiti tra il 1927 e il 1928 lungo la direttrice Centro-San Bortolo, il 22 ottobre 1928 venne inaugurato il servizio filoviario in sostituzione della linea principale del servizio tranviario cittadino, su un percorso di 3 km congiungente la stazione ferroviaria con Borgo Padova e passante attraverso il centro cittadino.
Tra i due conflitti mondiali, il percorso della linea venne esteso fino alle cosiddette "Case Statali" edificate lungo la strada statale verso Padova, in corrispondenza dell'intersezione con strada del Megiaro.
Durante i bombardamenti alleati del 1944 e 1946, la rete venne pesantemente danneggiata e fu necessario sospendere il servizio. Al termine del conflitto la linea n. 1 fu la prima ad essere ripristinata, riassumendo parte del personale licenziato durante il conflitto bellico.
Nella prima metà degli anni '50 il tracciato venne ulteriormente prolungato fino alla chiesa di Madonna della Pace, nel quartiere della Stanga, spostando il capolinea fuori dalla Strada Padana e rendendo più agevole l'inversione di marcia delle vetture filoviarie. 
Nel momento di massima estensione la linea ebbe una lunghezza a/r di circa 8,8 km, lungo i quali correvano fino a 8 filobus nelle ore di punta, garantendo corse ogni 7' 30".
Dopo un periodo di esercizio misto con autobus, venne definitivamente convertita in autolinea il 12 giugno 1970 assieme alla linea 5.

### Linea 2
Nel corso del 1927 le Aziende Industriali municipalizzate sperimentarono il sistema filoviario lungo l'itinerario della linea Centro-Borgo S. Bortolo. Lungo la linea venne installata una conduttura aerea con girone di ritorno al capolinea dinanzi l'attuale Caserma Chinotto. In centro il capolinea era posto in Corso Principe Umberto I° (odierno corso Andrea Palladio) e veniva raggiunto mediante strette svolte a destra, agevolate solamente dalle ridotte dimensioni delle vetture impiegate (tra i 7,50 e gli 8,00 metri di lunghezza e i 2,20 metri di larghezza). In esito alla sperimentazione la tecnologia filoviaria venne definitivamente adottata anche sulla linea Ferrovia-Borgo Padova, in luogo della tramvia.
Nel corso degli anni '50 il percorso della linea n. 2 venne esteso a via Mentana, via Lamarmora e via S. Martino, servendo importanti aree residenziali sorte nell'immediato secondo dopoguerra.
Il tracciato della linea 2 era lungo a/r circa 4,6 km, lungo i quali si avvicendavano fino a 3 filobus nelle ore di punta, con partenze ogni 10'.
Venne trasformata in autolinea il 1º luglio 1962, in occasione di una generale revisione della rete autofiloviaria che potrò alla modifica di numerosi itinerari e capolinea cittadini.

### Linea 5
La linea 5, nata dalla trasformazione dell'autolinea collegante la stazione ferroviaria a quartiere Anconetta, venne inaugurata nel settembre 1957. Condivideva il percorso con la linea 1 tra la Ferrovia e Piazza XX Settembre, dov'era presente lo scambio dei bifilari.
Il percorso a/r si snodava su circa 7,3 km. Fino a 7 vetture filoviarie effettuavano partenze ogni 7' 30" da entrambi i capolinea.
Venne convertita in autolinea il 12 giugno 1970 assieme alla linea 1.

## Mezzi
| Numeri sociali | Costruzione | Radiazione | Telaio          | Carrozzeria     | Equipaggiamento elettrico | Note |
| -------------- | ----------- | ---------- | --------------- | --------------- | ------------------------- | --- |
| 15-17          | 1925        | 1950       | Rognini & Balbo | Macchi          | Rognini & Balbo           | Ex elettromobili ad accumulatori. |
| 31-37          | 1928        | 1954       | Rognini & Balbo | Rognini & Balbo | Rognini & Balbo           | Vettura nº 32 ammodernata nel 1950 dalla Carrozzeria Pietroboni di Bassano del Grappa (VI).                                                            |
| -              | 1948        | 1948       | Alfa Romeo 430  | Caproni-Vizzola | Marelli                   | Prototipo utilizzato in prova sulla linea 1. |
| 40-44          | 1950        | 1970       | Savigliano      | Savigliano      | Savigliano                | Vetture n° 41 e 44 ammodernate dalla Carrozzeria Dalla Via di Schio (VI). Vetture n° 40, 42, 43 ammodernate dalle Aziende Industriali Municipalizzate. |
| 45-49          | 1954        | 1970       | Savigliano      | Garavini        | Savigliano                | |
| 50-51          | 1955        | 1970       | Savigliano      | Garavini        | Savigliano                | |
| 52-57          | 1957        | 1970       | Fiat 2404       | Dalla Via       | Marelli                   | |